# سن-پدرو، ساحل عاج
سن-پدرو، ساحل عاج (به لاتین: San-Pédro, Ivory Coast) یک منطقهٔ مسکونی در ساحل عاج است.

## خصوصیات
سن-پدرو  ۲۶۱٬۶۱۶ نفر جمعیت دارد و ۱ متر بالاتر از سطح دریا واقع شده‌است.